# 黒須田

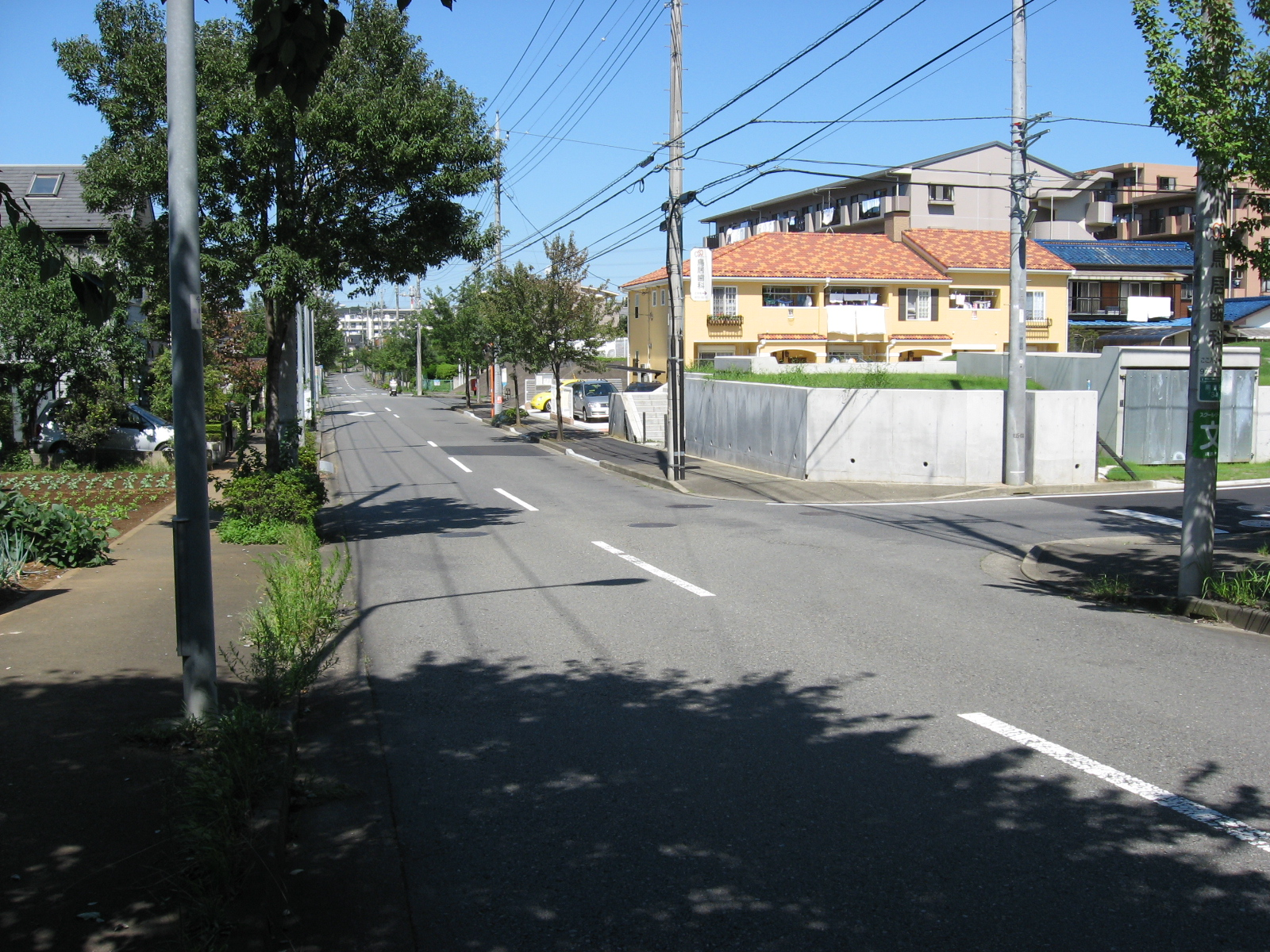
黒須田前田公園付近

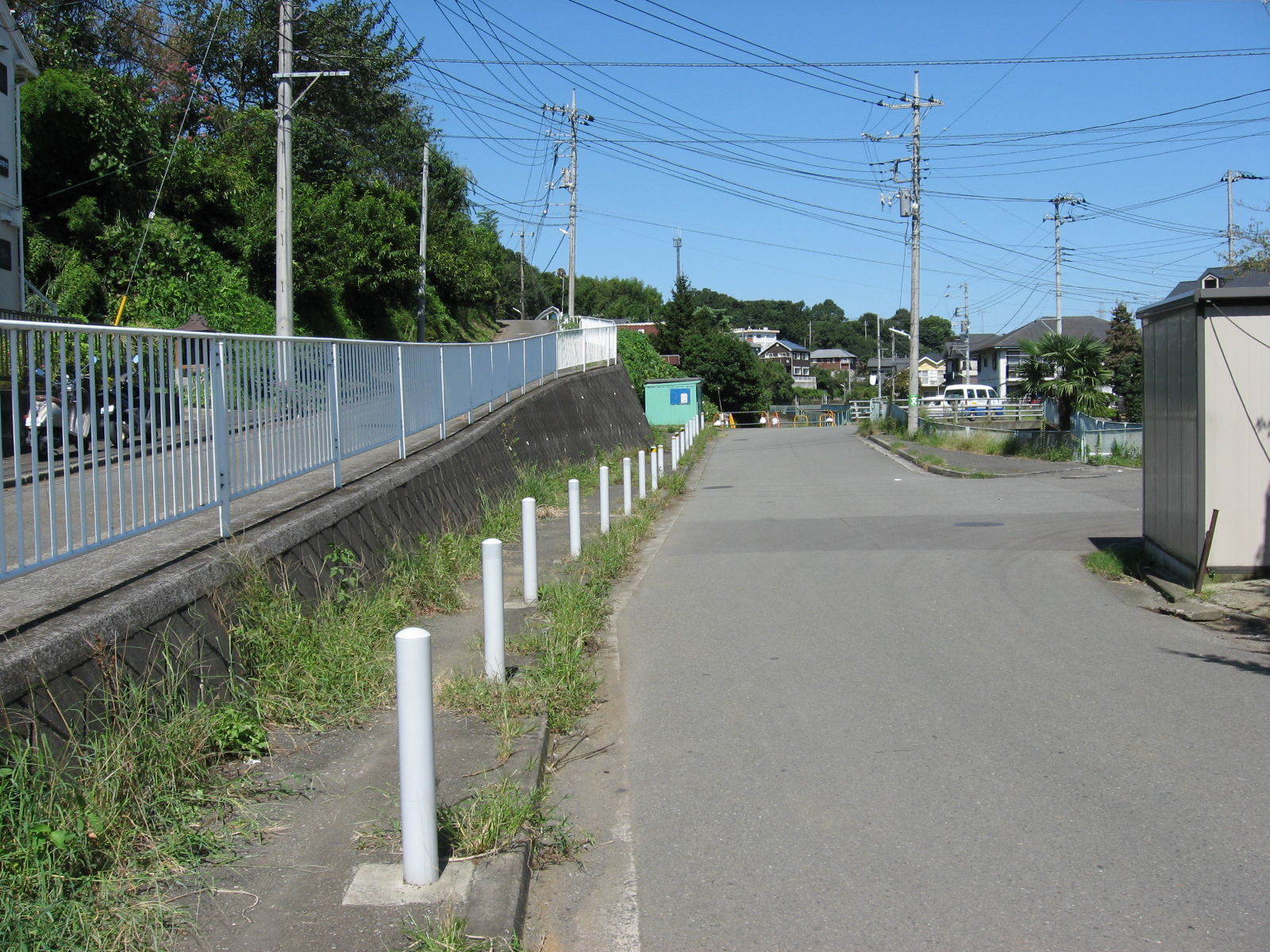
黒須田川に架かる黒須田橋付近。鉄町と黒須田の境

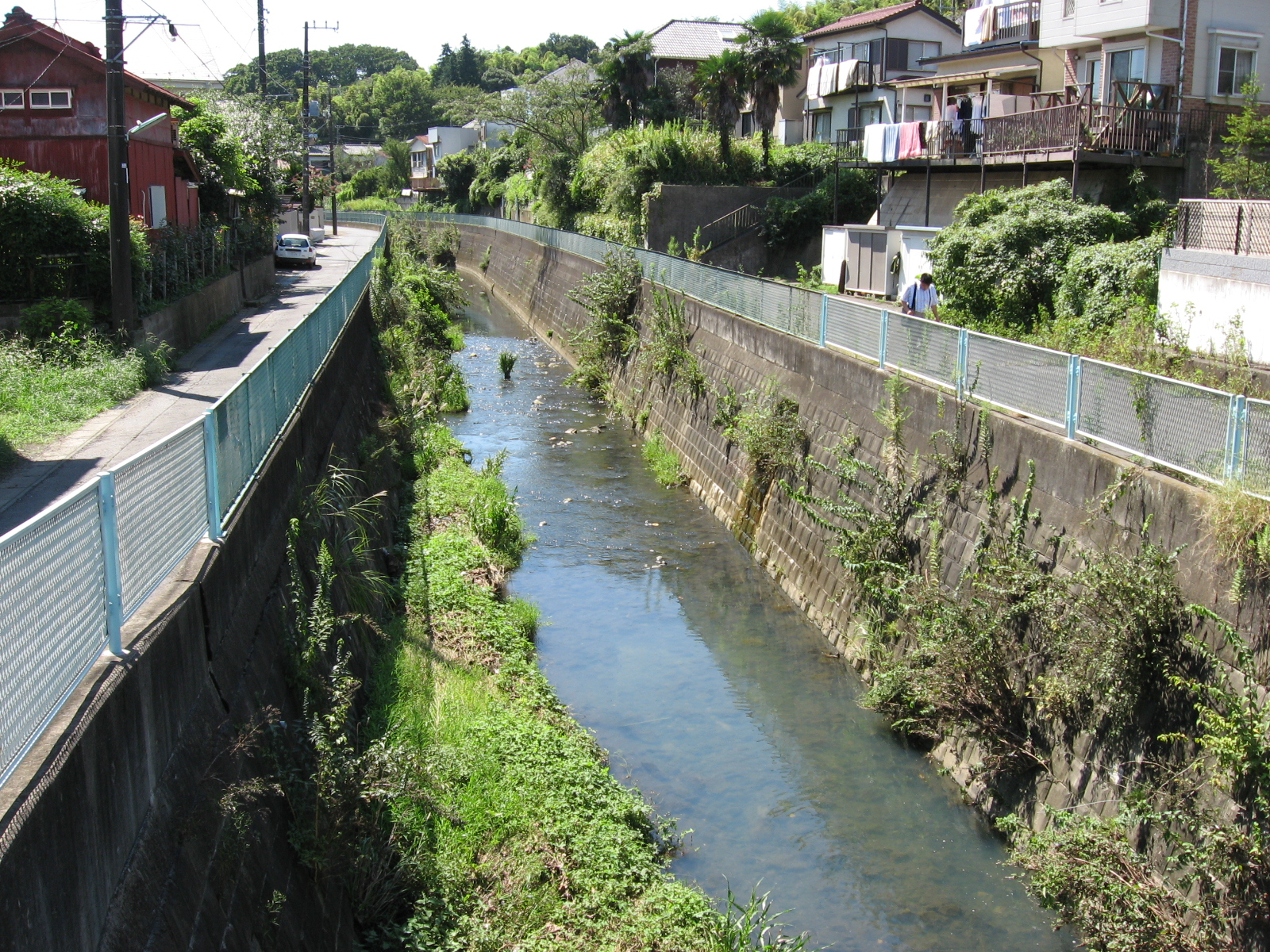
町内を流れる黒須田川

黒須田（くろすだ）は、神奈川県横浜市青葉区の地名。「丁目」の設定のない単独町名である。住居表示未実施区域。1991年（平成3年）8月25日に廃止された黒須田町（くろすだちょう）についてもこの項で述べる。

## 地理
横浜市青葉区東部に位置する。地域内は概ね東急によって開発された東急多摩田園都市の住宅街となっており、地域の西端を黒須田川が流れる。また、地域内には横浜市立黒須田小学校がある。
東・南は大場町、西は鉄町、北はすすき野と接している。

### 地価
住宅地の地価は、2025年（令和7年）1月1日の公示地価によれば、黒須田17番31外の地点で20万円/m²となっている。

## 歴史

### 沿革
- 1868年（慶応4年/明治元年）6月17日 - 廃藩置県により神奈川府を設置。神奈川府都筑郡黒須田村となる。
- 1868年（明治元年）9月1日 - 神奈川府が神奈川県となり、神奈川県都筑郡黒須田村となる。
- 1889年（明治22年） - 都筑郡市ケ尾村、上谷本村、下谷本村、成合村、寺家村、鉄村、黒須田村、大場村、西八朔村、北八朔村、小山村、青砥村および下麻生村の一部と合併し、都筑郡中里村大字黒須田となる。
- 1939年（昭和14年）4月1日 - 横浜市に編入し、新市域の一部より港北区となる。また、大字が町となり、横浜市港北区黒須田町となり、一部は同区元石川町に編入される[7]。
- 1969年（昭和44年）10月1日 - 港北区から緑区が分区。横浜市緑区黒須田町となる[8]。
- 1973年（昭和48年）10月26日 - 土地区画整理事業（嶮山第一）[9]に伴い、一部を鉄町と、新設されたすすき野一丁目、すすき野二丁目、もみの木台に編入する[10]。
- 1974年（昭和49年）9月15日 - 土地区画整理事業（嶮山第二）[9]に伴い、一部をすすき野一丁目に編入し、大場町の一部を編入する[11]。
- 1977年（昭和52年）11月21日 - 町界町名地番整理事業に伴い、一部を大場町に編入する[12]。
- 1984年（昭和59年）12月9日 - 町界町名地番整理事業に伴い、鉄町との境界を変更する[13]。
- 1989年（平成元年）7月16日 - 土地区画整理事業（大場第一）に伴い[9]、横浜市緑区黒須田町・大場町の一部より、横浜市緑区黒須田を新設[14]。
- 1991年（平成3年）8月25日 - 土地区画整理事業（黒須田）に伴い[9]、鉄町・黒須田町の各一部を黒須田に編入し、黒須田町の残部を大場町、鉄町に編入し、黒須田町を廃止する[15]。
- 1994年（平成6年）11月6日 - 港北区と緑区を再編し、青葉区と都筑区を新設。横浜市青葉区黒須田となる[16]。

### 地名の由来
かつては都筑郡黒須田村といい、由諸ある名称を残したいという地元住民の要望により「黒須田」と名づけられた。
　

### 町名の変遷
| 実施後 | 実施年月日                | 実施前（各町名ともその一部） |
| ------ | ------------------------- | ---------------------------- |
| 黒須田 | 1989年（平成元年）7月16日 | 黒須田町・大場町             |
| 黒須田 | 1991年（平成3年）8月25日  | 黒須田町・鉄町               |

## 世帯数と人口
2025年（令和7年）6月30日現在（横浜市発表）の世帯数と人口は以下の通りである。
| 町丁   | 世帯数    | 人口    |
| ------ | --------- | ------- |
| 黒須田 | 1,201世帯 | 3,100人 |

### 人口の変遷
国勢調査による人口の推移。
| 年                 | 人口  |
| ------------------ | ----- |
| 1995年（平成7年）  | 1,751 |
| 2000年（平成12年） | 1,963 |
| 2005年（平成17年） | 2,217 |
| 2010年（平成22年） | 2,937 |
| 2015年（平成27年） | 3,008 |
| 2020年（令和2年）  | 3,061 |

### 世帯数の変遷
国勢調査による世帯数の推移。
| 年                 | 世帯数 |
| ------------------ | ------ |
| 1995年（平成7年）  | 525    |
| 2000年（平成12年） | 598    |
| 2005年（平成17年） | 725    |
| 2010年（平成22年） | 961    |
| 2015年（平成27年） | 1,002  |
| 2020年（令和2年）  | 1,075  |

## 学区
市立小・中学校に通う場合、学区は以下の通りとなる（2024年11月時点）。
| 番地 | 小学校               | 中学校                 |
| ---- | -------------------- | ---------------------- |
| 全域 | 横浜市立黒須田小学校 | 横浜市立すすき野中学校 |

## 事業所
2021年（令和3年）現在の経済センサス調査による事業所数と従業員数は以下の通りである。
| 町丁   | 事業所数 | 従業員数 |
| ------ | -------- | -------- |
| 黒須田 | 51事業所 | 311人    |

### 事業者数の変遷
経済センサスによる事業所数の推移。
| 年                 | 事業者数 |
| ------------------ | -------- |
| 2016年（平成28年） | 47       |
| 2021年（令和3年）  | 51       |

### 従業員数の変遷
経済センサスによる従業員数の推移。
| 年                 | 従業員数 |
| ------------------ | -------- |
| 2016年（平成28年） | 274      |
| 2021年（令和3年）  | 311      |

## 施設
- 横浜市立黒須田小学校
- 黒須田前田公園
- 黒須田坂下公園
- 地域療育センターあおば

## その他

### 日本郵便
- 郵便番号 : 225-0022[3]（集配局：青葉郵便局[26]）

### 警察
町内の警察の管轄区域は以下の通りである。
| 番・番地等 | 警察署     | 交番・駐在所 |
| ---------- | ---------- | ------------ |
| 全域       | 青葉警察署 | 鉄町交番     |